# Hyperiidea
Hyperiidea je podřád korýšů různonožců. Udává se, že je to polyfyletická (nepřirozená) skupina. Zahrnuje převážně mořské druhy, jež se osvobodily od života na dně (bentos) a tráví místo toho život na povrchu planktonních organizmů, jako jsou žahavci, žebernatky či salpy. Mívají často bizarní vzhled, k čemuž přispívají i složené oči velkých rozměrů.
Vinogradov et al. uznává 233 druhů tohoto podřádu. 